# Abby Sunderland
Abby Sunderland (sinh 19 tháng 10 năm 1993, cư trú tại Thousand Oaks, California) giương buồm ra khơi, bắt đầu chuyến đi biển để trở thành người trẻ tuổi nhất một mình vòng quanh thế giới bằng đường biển. Cô giong buồm từ Marina del Rey, California trên chiếc thuyền buồm "Wild Eyes" dài 12 mét ngày 23 tháng 1 năm 2010. Anh trai cô, Zac là người đầu tiên thực hiện chuyến đi như thế trước khi 18 tuổi.

## Các kỷ lục thanh niên chèo thuyền vòng quanh thế giới
Jesse Martin của Úc hiện đang giữ kỷ lục Hội đồng Kỷ lục Tốc độ Chèo thuyền Thế giới (WSSRC) cho người trẻ tuổi nhất một mình vòng quanh thế giới bằng đường biển, không ngừng, và không có sự trợ giúp. WSSRC đã ngưng chứng thực của họ về các hồ sơ cho những người chèo thuyền vòng quanh thế giới tuổi trẻ nhất và già nhất. 
| Thủy thủ                                               | Bến cảng nơi khởi hành       | Ngày khởi hành    | Ngày kết thúch           | Thời gian (ngày) | Tuổi khi hoàn thành | Ghi chú                                                                                                   |
| ------------------------------------------------------ | ---------------------------- | ----------------- | ------------------------ | ---------------- | ------------------- | --- |
| Jesse Martin Úc                                        | Vịnh Port Phillip, Melbourne | 8 tháng 12, 1998  | 31 tháng 10, 1999        | 327              | 18 năm, 66 ngày     | Đơn độc, không dừng, không có trợ giúp.                                                                   |
| Zac Sunderland Hoa Kỳ                                  | Marina Del Ray, California   | 14 tháng 6, 2008  | 16 tháng 7, 2009         | 396              | 17 năm, 229 ngày    | Về hướng tây, đi qua Papua New Guinea, Mũi Hảo Vọng, kênh đào Panama. Đơn độc, có dừng lại và sự giúp đỡ. |
| Michael Perham Liên hiệp Vương quốc Anh và Bắc Ireland | Portsmouth                   | 16 tháng 11, 2008 | 27 tháng 8, 2009         | 284              | 17 năm, 245 ngày    | Về hướng đông, đi qua Kênh đào Panama. Đơn độc, có dừng lại và sự giúp đỡ.                                |
| Jessica Watson Úc                                      | Cảng Sydney                  | 18 tháng 10, 2009 | Uớc tính: Tháng 4/5 2010 |                  |                     | Hiện đang tiến hành. Kế hoạch để hoàn tất chuyến đi một mình, không dừng, và không có sự giúp đỡ.         |
| Abby Sunderland Hoa Kỳ                                 | Marina Del Ray, California   | 23 tháng 1, 2010  | Ước tính: Tháng 6 2010   |                  |                     | Hiện đang tiến hành. Kế hoạch để hoàn tất chuyến đi một mình, không dừng, và không có sự giúp đỡ.         |
| Laura Dekker Hà Lan                                    |                              |                   |                          |                  |                     | Dự định ra khơi vào tháng 9 năm 2010.                                                                     |